# Ella McCay
Ella McCay ist eine Tragikomödie von James L. Brooks. In dem Film spielt Emma Mackey in der Titelrolle  eine junge Politikerin und Idealistin, die nicht nur mit dem fordernden Arbeitsleben kämpft, sondern auch mit familiären Problemen. Ella McCay soll Mitte September 2025 in die US-amerikanischen und im Januar 2026 in die deutschen Kinos kommen.

## Handlung
Eine idealistische junge Politikerin, die mit familiären Problemen und einem herausfordernden Berufsleben zu kämpfen hat, bereitet sichh darauf vor, den Job ihres Mentors zu übernehmen.

## Produktion

### Filmstab und Besetzung

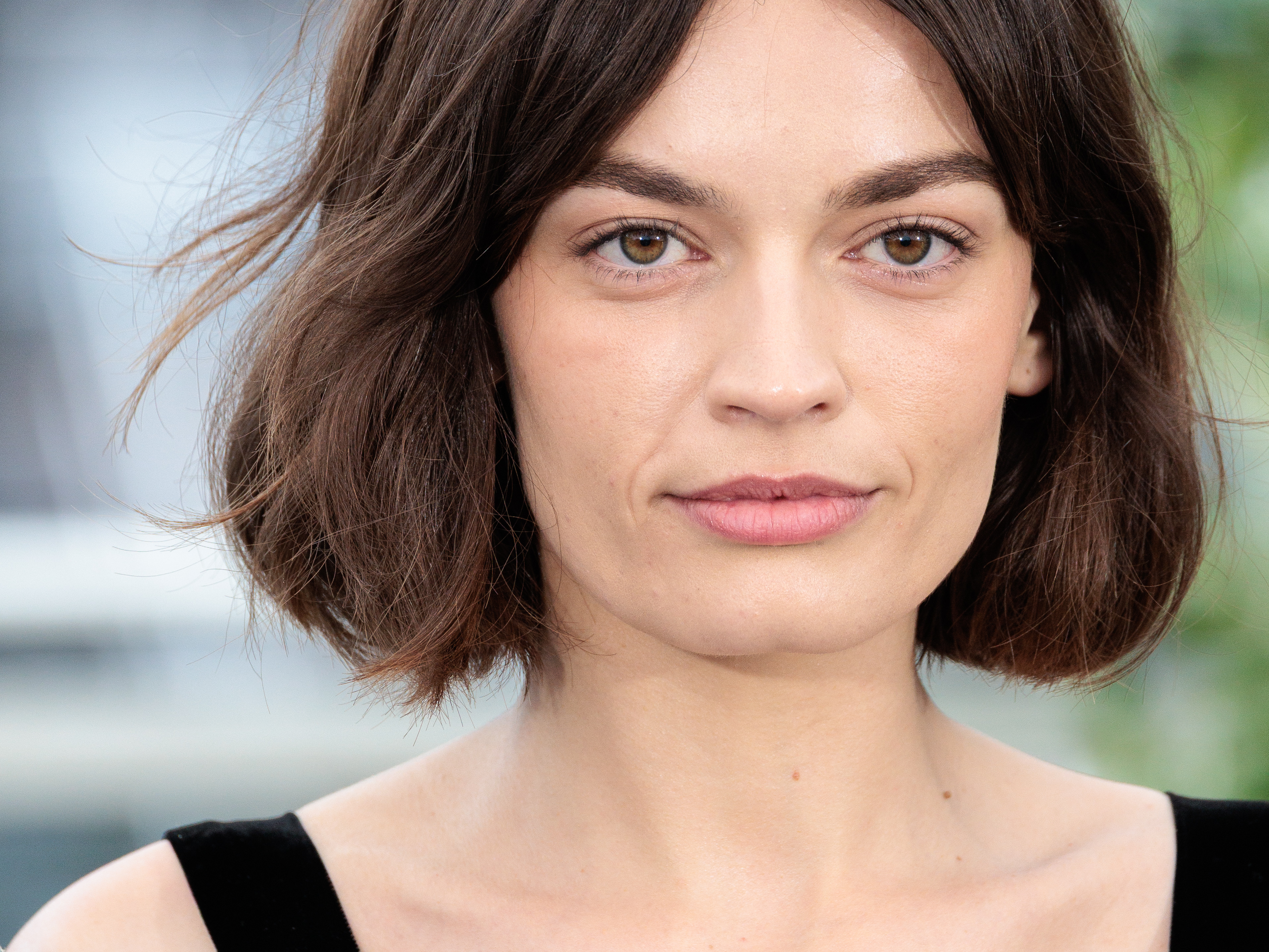
Emma Mackey spielt in der Titelrolle Ella McCay

Regie führte James L. Brooks, der auch das Drehbuch schrieb. Es handelt sich bei Ella McCay um seinen siebten Spielfilm. Drei seiner Filme, Zeit der Zärtlichkeit, Nachrichtenfieber – Broadcast News und Besser geht’s nicht, zählen als Klassiker. Sein letzter Film war Woher weißt du, dass es Liebe ist von 2010.
Emma Mackey spielt in der Titelrolle die junge Politikerin Ella McCay. Jamie Lee Curtis spielt ihre Tante Helen McCay, Woody Harrelson ihren Vater Eddie McCay, Rebecca Hall ihre Mutter, Jack Lowden ihren Ehemann Ryan, Spike Fearn ihren Bruder Casey McCay und Ayo Edebiri dessen Exfreundin Susan. In weiteren Rollen sind Albert Brooks als Governor Bill und Kumail Nanjiani als Trooper Nash zu sehen. Julie Kavner, die Ellas Sekretärin Estelle spielt, fungiert auch als Erzählerin. Das Casting übernahm Francine Maisler.

### Dreharbeiten
Die Dreharbeiten wurden Anfang Februar 2024 begonnen und Anfang Mai 2024 beendet. Die Aufnahmen entstanden in Providence in Rhode Island, unter anderem am Blackstone Boulevard. Für März 2025 sind Nachdrehs geplant. als Kameramann fungiert Robert Elswit, der zuletzt für Filme wie The King of Staten Island von Judd Apatow, King Richard und Bob Marley: One Love von Reinaldo Marcus Green tätig war. Er wurde 2005 für seine Arbeit an Good Night, and Good Luck für den Oscar nominiert und drei Jahre später mit diesem für There Will Be Blood ausgezeichnet.

### Marketing und Veröffentlichung
Der erste Trailer wurde Anfang August 2025 vorgestellt. Der Film soll am 18. September 2025 in die deutschen und im weiteren Verlauf des Jahres 2025 in anderen Ländern in die Kinos kommen. In den USA ist der Kinostart am 12. Dezember 2025 geplant. Der Kinostart in Deutschland ist am 22. Januar 2026 geplant.